# Rolf Ritschard

Rolf Ritschard (1985)

Rolf Ritschard (* 13. Februar 1944 in Luterbach; † 9. Januar 2007 in Sankt Niklaus) war ein Schweizer Politiker. Er gehörte der Sozialdemokratischen Partei an und war von 1988 bis 2005 Regierungsrat des Kantons Solothurn.
Rolf Ritschard war der Sohn von Bundesrat Willi Ritschard. Er studierte Betriebswirtschaftslehre und schloss mit dem Lizenziat ab. Anschliessend war er Assistent am Betriebswirtschaftlichen Institut der Universität Bern.
Danach war er dreissig Jahre für den Kanton Solothurn tätig. 1975 wurde er volkswirtschaftlicher Mitarbeiter im Volkswirtschaftsdepartement. 1988 wurde er in den Regierungsrat des Kantons Solothurn gewählt. Er übernahm  die Departemente Inneres, Polizei und Sanität, die 1996 in das Departement des Innern zusammengefasst wurden. In den Jahren 1992, 1997 und 2002 stand er als Landammann an der Spitze der Solothurner Regierung. Am 31. Juli 2005 schied er aus dem Regierungsrat aus.
Rolf Ritschard starb wie sein Vater völlig überraschend auf einem Spaziergang. Er erlitt einen Herzinfarkt.